# Weißach (Bregenzer Ach)
Weißach är ett vattendrag i Österrike, på gränsen till Tyskland. Det ligger i den västra delen av landet, 500 km väster om huvudstaden Wien.
Omgivningarna runt Weißach är en mosaik av jordbruksmark och naturlig växtlighet. Runt Weißach är det ganska tätbefolkat, med 144 invånare per kvadratkilometer.